# Austin Johnson
Austin Hunter Johnson (Municipio de Galloway, Nueva Jersey, 8 de mayo de 1994) más conocido como Austin Johnson, es un jugador profesional estadounidense de fútbol americano que se desempeña en la posición de defensive tackle en Los Angeles Chargers, equipo de la National Football League (NFL).

## Carrera
Fue seleccionado en la segunda ronda en la Reunión Anual de Selección de Jugadores de la NFL de 2016. Hizo su debut profesional con el equipo Tennessee Titans, en el cual jugó cuatro temporadas (2016-2020), después pasó a New York Giants (2020-2022), luego a Los Angeles Chargers, donde lleva jugando dos temporadas.